# Aïn Soltane (Souk Ahras)
Pour les articles homonymes, voir Aïn Soltane.
Aïn Soltane est une commune de la wilaya de Souk Ahras en Algérie, située à environ 75 km au sud-ouest de Souk Ahras et à 55 km au sud de Guelma.

## Géographie

### Situation
Le territoire de la commune d'Aïn Soltane se situe au nord-ouest de la wilaya de Souk-Ahras.
| ? Wilaya de Guelma | ? Wilaya de Guelma | Sedrata |
| ? Wilaya de Guelma | Aïn Soltane        | Sedrata |
| ? Wilaya de Guelma | Zouabi             | sedrata |

### Localités de la commune
La commune d'Aïn Soltane est composée de quinze localités :
- Aïn Baïda
- Aïn Bakhbakha
- Aïn Soltane
- Aïn Tagalout
- Ben Labdjaoui
- Benabid
- Benghodbane
- Benzeblah
- Boussaïd
- Chkour
- El Gourzi
- ElKhabia dite Aïn Ferhana
- Enza
- Gubel Ragouba
- Toumia

## Histoire
Camp romain fortifié appelé Castellum Cito Tactense.(St.GSELL)